# Улмет (Горж)
Улмет (рум. Ulmet) — село у повіті Горж в Румунії. Входить до складу комуни Стойна.
Село розташоване на відстані 195 км на захід від Бухареста, 49 км на південний схід від Тиргу-Жіу, 41 км на північ від Крайови.

## Населення
За даними перепису населення 2002 року у селі проживали 70 осіб, усі — румуни. Усі жителі села рідною мовою назвали румунську.